# Victor Assad Najjar
Victor Assad Najjar (Beirute, 15 de abril de 1914 – Nashville, Tennessee 11/30/2002) é um médico libanês radicado nos Estados Unidos. A síndrome de Crigler-Najjar recebeu este nome em sua homenagem, juntamente com o pediatra John Fielding Crigler.